# Norvegia (transcription)
Cette page contient des caractères spéciaux ou non latins. S’ils s’affichent mal (▯, ?, etc.), consultez la page d’aide Unicode.

Ensemble des symboles.

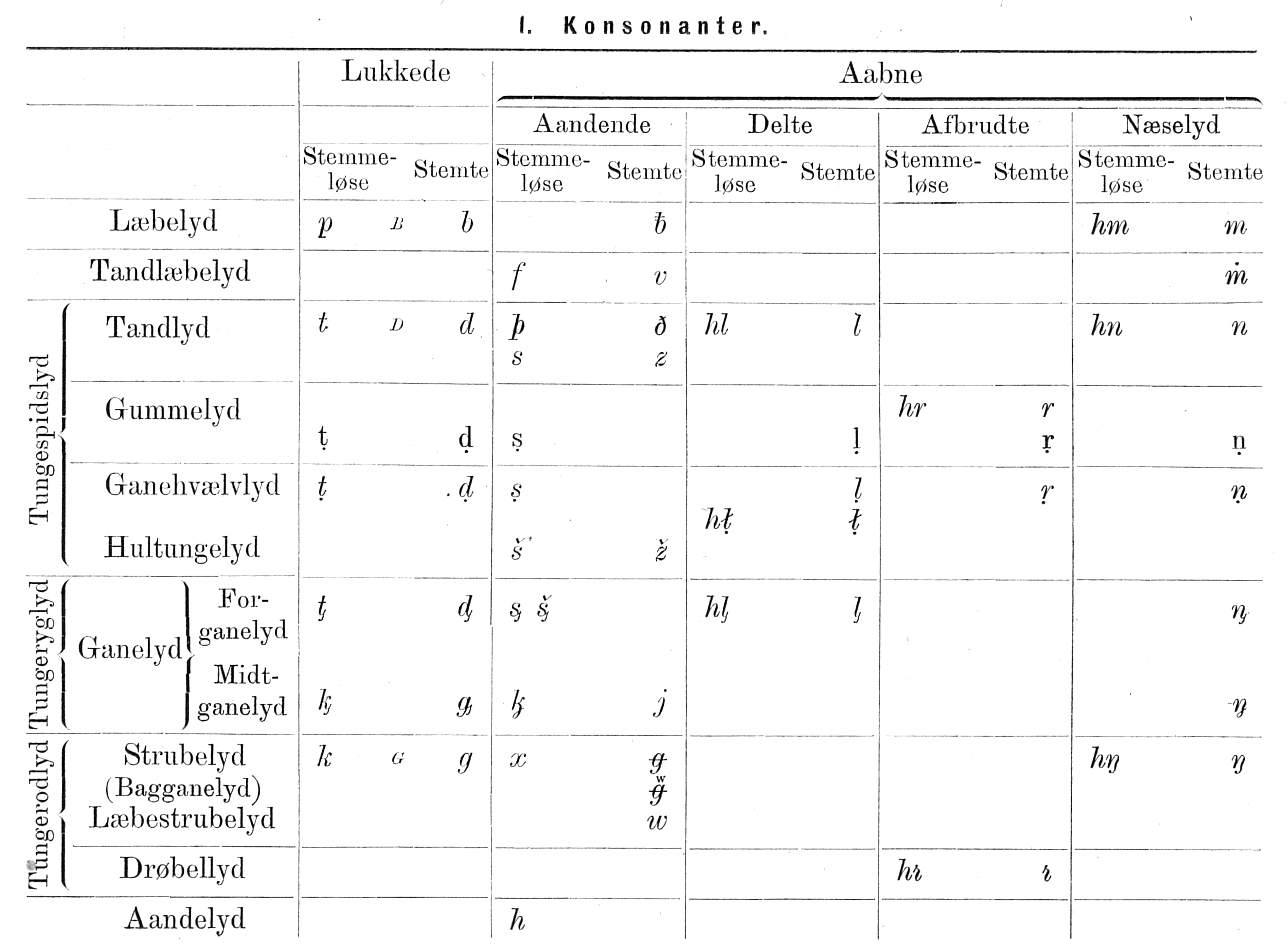
Table des consonnes (1884).

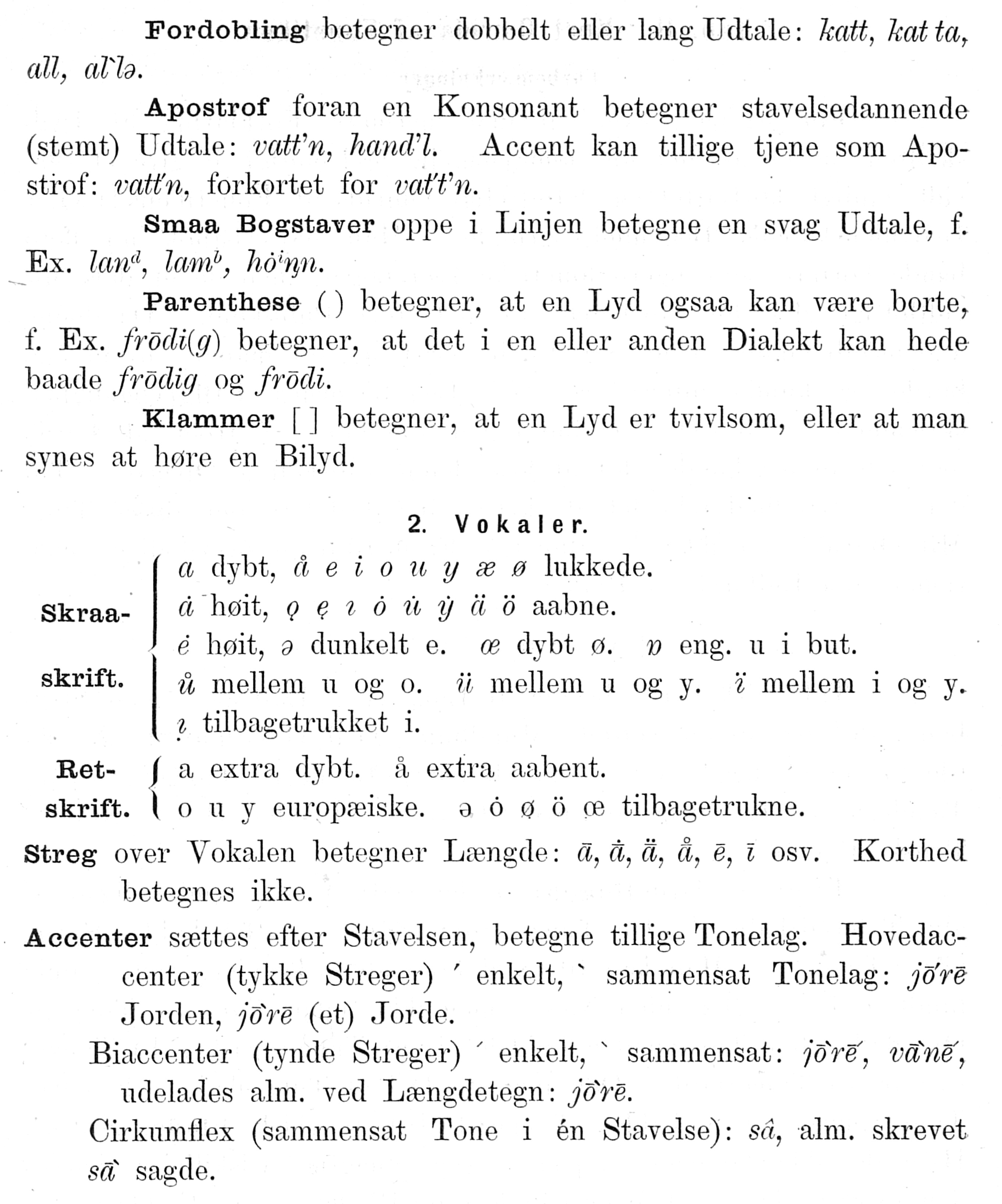
Voyelles et autres symboles (1884).

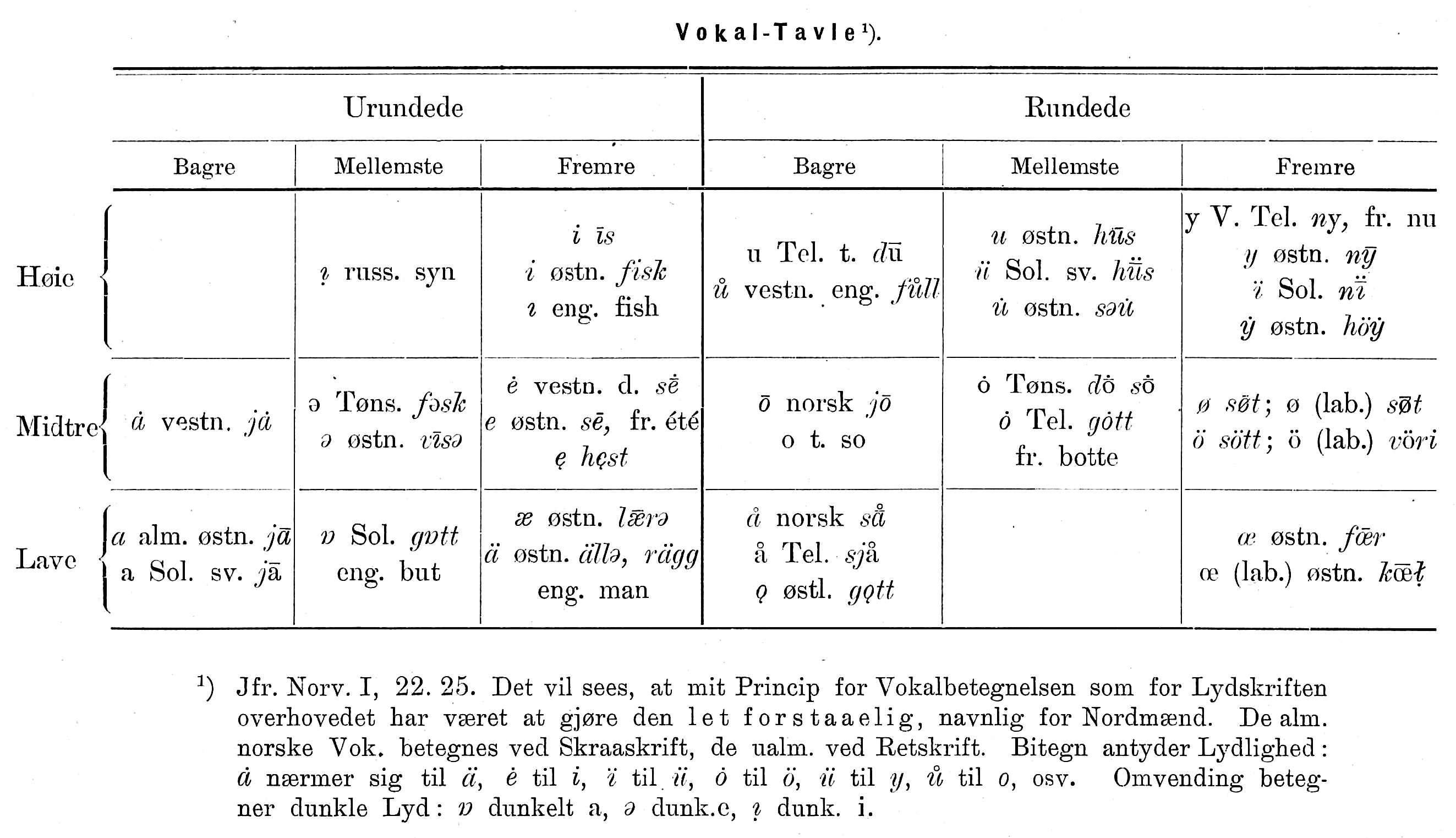
Voyelles (1908).

La Norvegia ou la transcription Norvegia est une transcription phonétique dérivée de l’alphabet latin, utilisée en dialectologie norvégienne. Elle tient son nom de la revue Norvegia dans laquelle elle est présentée par Johan Storm (en) en 1884 et 1908.

## Symboles

### Voyelles
- a
- a
- ȧ
- å
- ä
- ɐ
- e
- ė
- ę
- ə
- ə
- i
- ɩ̇
- ı
- ï
- ᴉ
- o
- o
- ȯ
- ȯ
- ǫ
- u
- u
- ů
- ü
- u̇
- æ
- ø
- ø
- ö
- ö
- ꝍ
- œ
- å
- å

### Consonnes
- b
- b̥
- ƀ
- d
- d̥
- ᶁ
- d à queue croisée
- ḍ
- ḍ
- ð
- f
- g
- g̊
- ǥ
- ǥᷱ
- ᶃ
- h
- j
- k
- ᶄ
- k à queue croisée
- ꝁ à queue croisée
- l
- l̥
- ᶅ
- ᶅ̥
- ḷ
- ḷ
- ł
- ł̣
- ł̣̥
- m
- m̥
- ṁ
- n
- n̥
- ᶇ
- ᶇ̥
- ṇ
- ṇ
- ŋ
- ŋ̊
- ꬼ
- ꬼ̊
- p
- r
- r̥
- ṛ
- ṛ
- ꭋ
- ꭋ̥
- s
- ᶊ
- ṣ
- ṣ
- š
- ᶊ̌
- t
- ƫ
- ṭ
- ṭ
- þ
- v
- v̥
- w
- x
- y
- y
- ẏ
- z
- ž

### Transcription
- (no) Johan Storm (article de 1884), « Norsk Lydskrift med Omrids af Fonetiken », Norvegia, vol. 1,‎ 1908, p. 19-132 (lire en ligne)
- (no) Johan Storm, Kortere ordliste med forklaring af lydskriften, 1884 (lire en ligne)
- (no) Johan Storm, « Norsk Lydskrift med Omrids af Fonetiken », Norvegia, vol. 1,‎ 1908, p. 133-179 (lire en ligne)

### Autres
- (no) Olav T. Beito, Norske målføretekster, Universitetsforlaget, 1973, 3e éd. (1re éd. 1963) (ISBN 82-00-04755-5, lire en ligne)
- (no) Amund Bredesen Larsen et Mandius Berntsen, Stavanger bymål, I kommisjon hos Aschehoug, 1925 (lire en ligne)
- (no) Sigurd Kolsrud, Norsk ljodskrift, Oslo, I kommisjon hos Jacob Dybwad, 1950 (lire en ligne)
- (no) Amund Bredesen Larsen, Indberetning fra adjunkt Amund B. Larsen om reiser foretagne med offentligt stipendium i årene 1888-90 for at studere bygdemålene i Kristiansands stift, I kommission hos Jacob Dybwad, 1890 (lire en ligne)
- (no) Amund Bredesen Larsen, Lydlæren i den solørske Dialekt, Kristiania, I kommission hos Jacob Dybwad, 1894 (lire en ligne)
- (no) Amund Bredesen Larsen, Oversigt over de norske bygdemål, Kristiania, Aschehoug, 1897 (lire en ligne)
- (no) Amund Bredesen Larsen, Kristiania bymål: vulgærsproget med henblik på den utvungne dagligtale, Kristiania, I kommision hos Cammermeyers boghandel, 1907 (lire en ligne)
- (no) Amund Bredesen Larsen, Om vokalharmoni, vokalbalangse og vokaltiljævning i de norske bygdemaal, Kristiania, I kommission hos Dybwad, 1913 (lire en ligne)
- (no) Amund Bredesen Larsen, Sognemålene, Oslo, I kommisjon hos Jacob Dybwad, 1922 (lire en ligne)
- (no) Amund Bredesen Larsen, Oversigt over de norske bygdemål, Oslo, Aschehoug, 1948 (lire en ligne)
- (no) Amund Bredesen Larsen et Gerhard Stoltz, Bergens bymål, Kristiania, i kommisjon hos Aschehoug, 1912 (lire en ligne)
- (no) Amund Bredesen Larsen et Gerhard Stoltz, Bergens bymål, vol. 2, Kristiania, i kommisjon hos Aschehoug, 1912 (lire en ligne)
- (no) Marius Hægstad, Nokre ord um nyislandsken, Oslo, I kommisjon hos Jacob Dybwad, 1942 (lire en ligne)
- (no) Odvar Nes, Storms norske lydskriftsystem (med tillegg) definert ved hjelp av IPA’s lydskriftsystem, Universitetet i Bergen, coll. « Skriftserie for Institutt for fonetikk og lingvistikk, serie B » (no 8), 1982
- Sever Pop, La dialectologie : aperçu historique et méthodes d’enquêtes linguistiques, vol. 1 : Dialectologie romane, Louvain, J. Duculot, 1950 (lire en ligne)
- Sever Pop, La dialectologie : aperçu historique et méthodes d’enquêtes linguistiques, vol. 2 : Dialectologie non romane, Louvain, J. Duculot, 1950 (lire en ligne)
- (no) Ivar Skre, Fana-målet, Bergen, J. D. Beyer A.S Boktrykkeri, 1957 (lire en ligne)
- (no) Johan Storm, Ordlister over lyd- og formlæren i norske bygdemaal, I kommission hos Dybwad, 1920 (lire en ligne)